# Belt wrestling

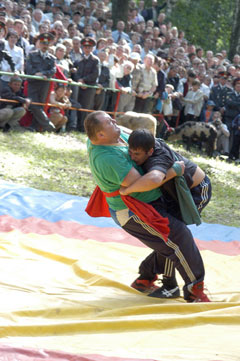
Belt wrestling (kureš) během svátku sabantuj

Belt wrestling je mezinárodní označení pro zápasnický styl, úpolový sport, zápasnický souboj dvou soupeřů podobné hmotnostní kategorie, snažících se pomocí předepsaného chvatu na soupeřův opasek nebo za pas zvítězit buď hodem na lopatky nebo na body.
Belt wrestling vznikl překladem ruského výrazu "Borba na pojasach" (Борьба на поясах). Do češtiny se dá doslovně přeložit jako zápas za pas nebo ne zcela přesně jako opaskový zápas.
Počátky belt wrestlingu jako sportovní disciplíny lze vystopovat do dvacátých let dvacátého století do bývalého Sovětského svazu. Předlohou mu byl tradiční tataro-baškirský zápas kureš, pořádaný především během letní svátku sabantuj. Mezinárodní rozmach nastal s rozpadem Sovětského svazu a vznikem postsovětských republik, které mezi sebou v tomto zápasnickém stylu soupeří. Mimo země bývalého Sovětského svazu je belt wrestling zajímavý v zemích s podobným typem tradičního zápasu jako Jižní Korea (Sirum), Švýcarsko (Schwingen), africké národy další.
Regulačním orgánem belt wrestlingu je v současnosti Mezinárodní zápasnická federace (UWW) resp. její přidružená větev "World Belt Wrestling Committee (WBWC)" iniciovaná v roce 2007 Litevcem Gintautasem Vileitou. Do roku 2007 bylo WBWC známo jako organizace IFWBA založená počátkem dvacátého prvního století. Organizace IFWBA stojí za vytvoření univerzálního opaskového zápasu alyš. Vedle WBWC (IFWBA) existuje další regulační orgán IBWA vytvořena baškirským podnikatelem Rifem Gajnanovem ve stejném období počátku dvacátéhoprvního století jako IFWBA. IBWA však po smrti Gajnanova v roce 2009 jen obtížně hledá podobně charismatického nástupce.

## Původ

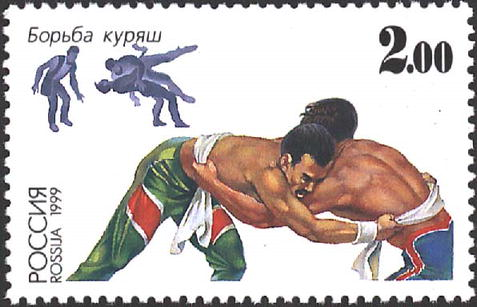
Belt wrestling (kureš, kurjaš)

Souboj za opasek s předem daným úchopem patří k základním bojovým dovednostem. Jeho znalost byla v prvé řadě vojenská a je úzce spjatá se stepními oblastmi Evropy – pontsko-kaspická step a Asie – kazašská step nebo ferganská kotlina. 
V oblastech stepí žili od pradávna nomádské kmeny, které jako první domestikovali koně a patřili k prvním lidem, kteří koně používali pro vojenské účely. Má se všeobecně za to, že techniky belt wrestlingu jsou uzpůsobeny na boj v koňském sedle a způsoby jak dostat protivníka z koně. S příchodem novověku a střelných zbraní se tyto zápasnické znalosti přesunuli na období svátků k uctění památky významných osobností kmene nebo vyřizovaní osobních sporů, např. souboj o ženu. 
Soutěže v naprosté většině oslavují legendy a báje, ve kterých vždy hrdina zápasí s různými bohy, polobohy a živly. V oblastech stepí existuje klasický příběh lásky krásného, ale chudého mladíka, který miluje mladou krásnou dívky, ona miluje jeho, ale rodiče jí chtějí provdat za nepěkného, ale bohatého ženicha. Mladík se proto účastní zápasnických turnajů a jako vítěz dobude úcty a slávy a svolení vzít si svou vyvolenou. Tradiční zápasy jsou vždy spontánní. Zápasí se na louce, písku, na trávě, sněhu, dříve v místních krojích, které v současné době vystřídali trička, tílka, košile, saka, džíny, společenské kalhoty. Na nohou mají zápasníci různou obuv (polobotky, conversky, najky, adidasky, kanady) jiným vyhovuje zápasit bosí.
V roce 2013 došlo k ukázkovým neshodám obou organizací, kdy na Univerziádě v Kazani byl belt wrestling na programu her. Původně se mělo zápasit podle pravidel regulovaných WBWC (UWW) namísto IBWA. Nakonec došlo k dohodě, že v klasickém stylu se bude závodit podle pravidel WBWC a ve volném stylu podle pravidel IBWA.

## Mezinárodní řídící orgán
Mezinárodní řídícím orgánem belt wrestlingu je Mezinárodní zápasnická federace (UWW) a její od roku 2007 utvořená sekce WBWC (World Belt Wrestling Committee).

### Belt wrestling (IBWA)

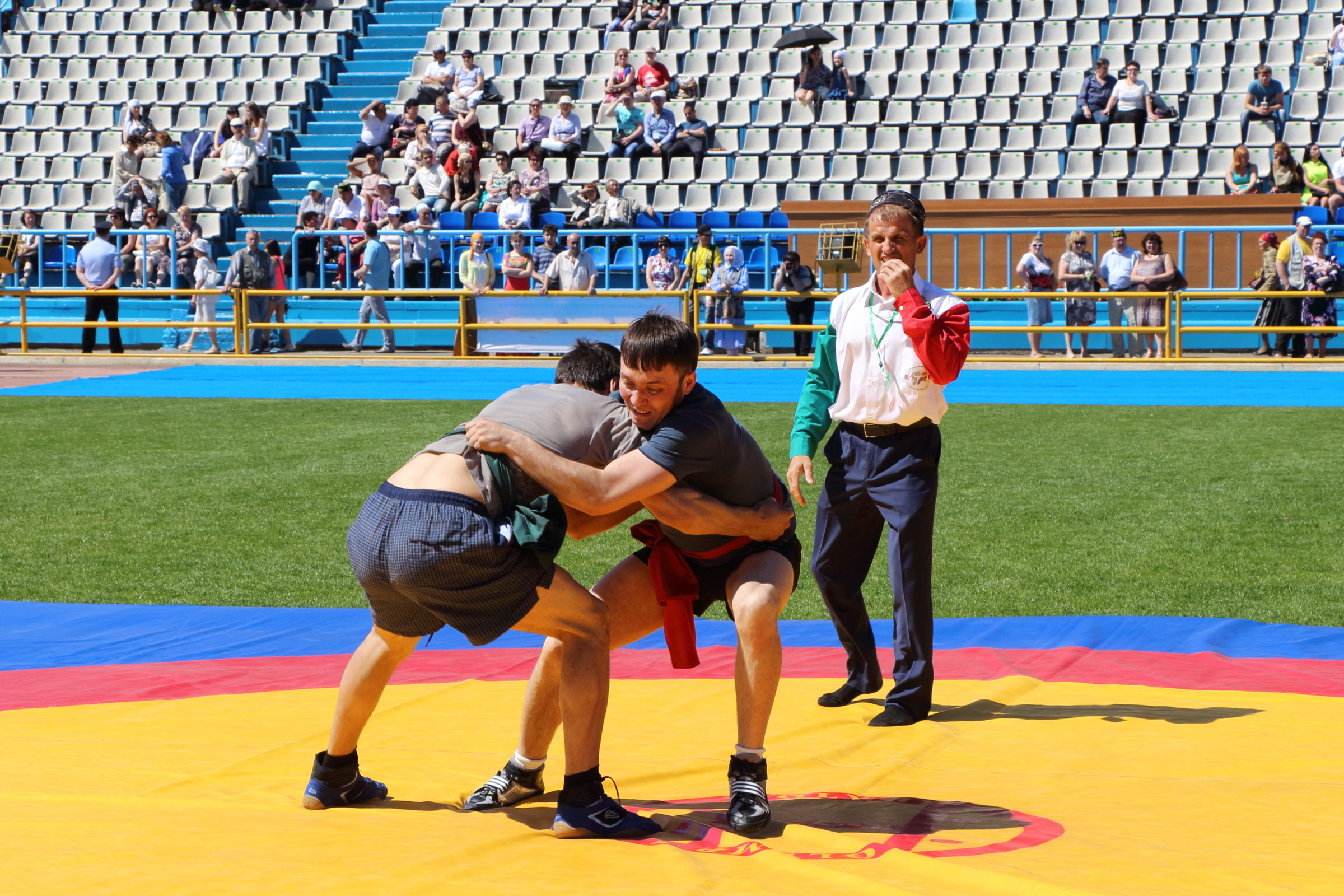
Belt wrestling (kureš) během svátku sabantuj

Mezinárodní federace belt wrestlingu byla založena v roce 2003 baškirským podnikatelem Rifem Gajnanovem. Po smrti Gajnanova je nové vedené IBWA nejednotné s vnitřními spory.
Pravidla IBWA pro belt wrestling vycházení z tataro-baškirský zápas kureš, kurjaš nebo koreš.

### Alyš (IFWBA)

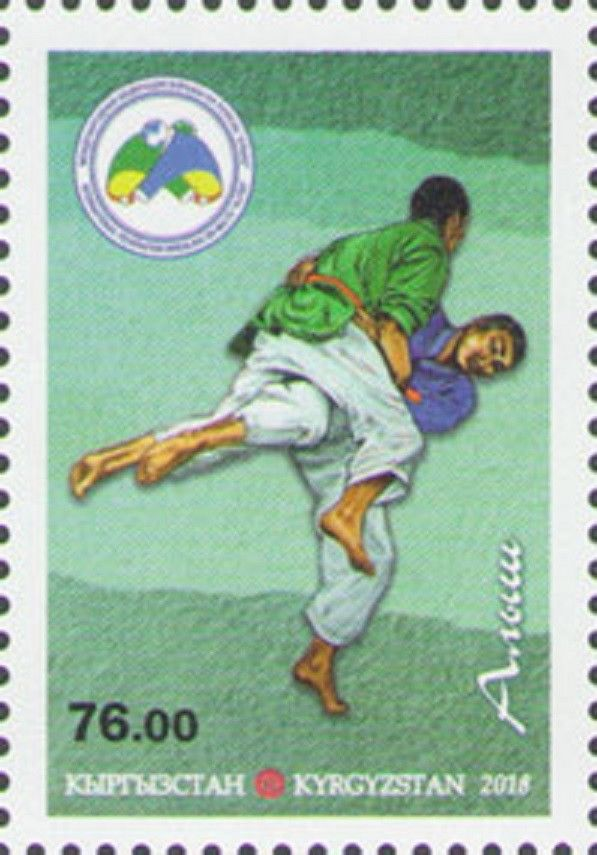
Alyš

Alyš je moderní zápasnický styl vytvořený v roce 2002 v kyrgyzském městě Oš organizací IFWBA. Alyš někdy nesprávně označovaný jako kyrgyzský národní zápas vychází z pravidel tradičního ferganského zápasnického stylu kuroš. 
Kuroš, kureš, koreš, gureš je výraz, který rozhodčí vysloví při začátku souboje (v překladu "do boje"). Kvůli odlišení od bucharské zápasnického stylu kuraš IFWBA zavedla alternativní výraz alyš pro rozlišení dvou podobných, ale zároveň odlišných způsobů boje. Snahou tohoto moderního stylu bylo pojmout nejen ferganský styl, ale i tataro-baškirský kureš, jihokorejské sirum, švýcarský schwingen a další méně známé styly, tedy všechny zápasnické styly vycházející z předem daného úchopu.

### Základní pravidla
Pravidla různých tradičnách stylů belt wrestlingu se liší v detailech o způsobu uchopení, zavazování opasku, druhem oblečení. Základní filosofie je však stejné z předem daného úchopu za pás, opasek, z vysokého, středního či nízkého klinče dostat soupeře na zem pomocí určitého chvatu. Existují dvě varianty belt wrestlingu – klasický styl bez použití nohou, který je populární v oblastech Tatarstánu, Baškortostánu nebo volný styl s použitím nohou populární mezi tatary z Astracháně a jiných oblastí.

## Nejznámějšími formy belt wrestlingu
- Belt wrestling – organizace IBWA zavedla do širšího povědomí název pro tento druh zápasu
- Alyš – organizace IFWBA, hlavní rival IBWA, často nepřesně uváděn jako kyrgyzský národní zápas
- Tatarský kureš – varianta belt wrestlingu vycházející z tatarského národního zápasu
- Baškirský koreš – varianta belt wrestlingu vycházející z baškirský národního zápasu
- Kyrgyzský kuroš – varianta belt wrestlingu vycházející z kyrgyzského národního zápasu
- Turkmenský goreš – varianta belt wrestlingu vycházející z turkmenského národního zápasu
- Kamarbandgiri – varianta belt wrestlingu vycházející z tádžického národního zápasu (oblast Chudžand)
- Great nomad wrestling
- Sirum – varianta belt wrestlingu, korejský národní zápas
- Schwingen – varianta belt wrestlingu, švýcarský národní zápas